# Hotti Éva
Hotti Éva (Tiszasas, 1920. április 20. – Debrecen, 1965. október 7.) Jászai Mari-díjas magyar színésznő. Téri Árpád felesége (1950-1957), Téri Sándor édesanyja.

## Életrajza
Egyaránt sikerrel játszott tragikus, valamit operettprimadonna szerepeket.
Életének önkezével vetett véget a színház 90. évfordulója alkalmából megrendezett ünnepi estje után. Sírhelye: Budapest, Farkasréti temető 1/8-2-8
21 éves, amikor eljátssza "A bolond Ásvayné" címszerepét, ekkor kapta "a Tiszántúl Bajor Gizije" nevet.
- 1938-39 Miskolci Nemzeti Színház (Sebestyén Mihály  társulata)
- 1939-40  Debreceni Csokonai Színház (vendég előadás Kardoss Géza társulatával)
- 1940. Kassai Nemzeti Színház (Földessy Géza társulata)
- 1940-41 Szatmárnémet Városi Színház (Inke Rezső társulata)
- 1941 Nagyvárad Szigligeti Színház (Putnik Bálint társulata)
- 1942-43 Miskolci Nemzeti Színház (Földessy Géza társulata)
- 1943 Nagyvárad Szigligeti Színház (Putnik Bálint társulata)
- 1943-44 Szatmárnémet Városi Színház (Jakabffy Dezső társulata)
- 1945-49 Szegedi Állami Nemzeti Színház, (Lehotay Árpád, Hegedűs Tibor, Abonyi Géza, Both Béla igazgatása alatt)
- 1949 Budapest Bányász Színház (Horváth Ferenc igazgatása alatt)
- 1950-65. Debreceni Csokonai Színház (Téri Árpád, Both Béla, Szendrő József, Taar Ferenc igazgatása alatt)

## Szerepei

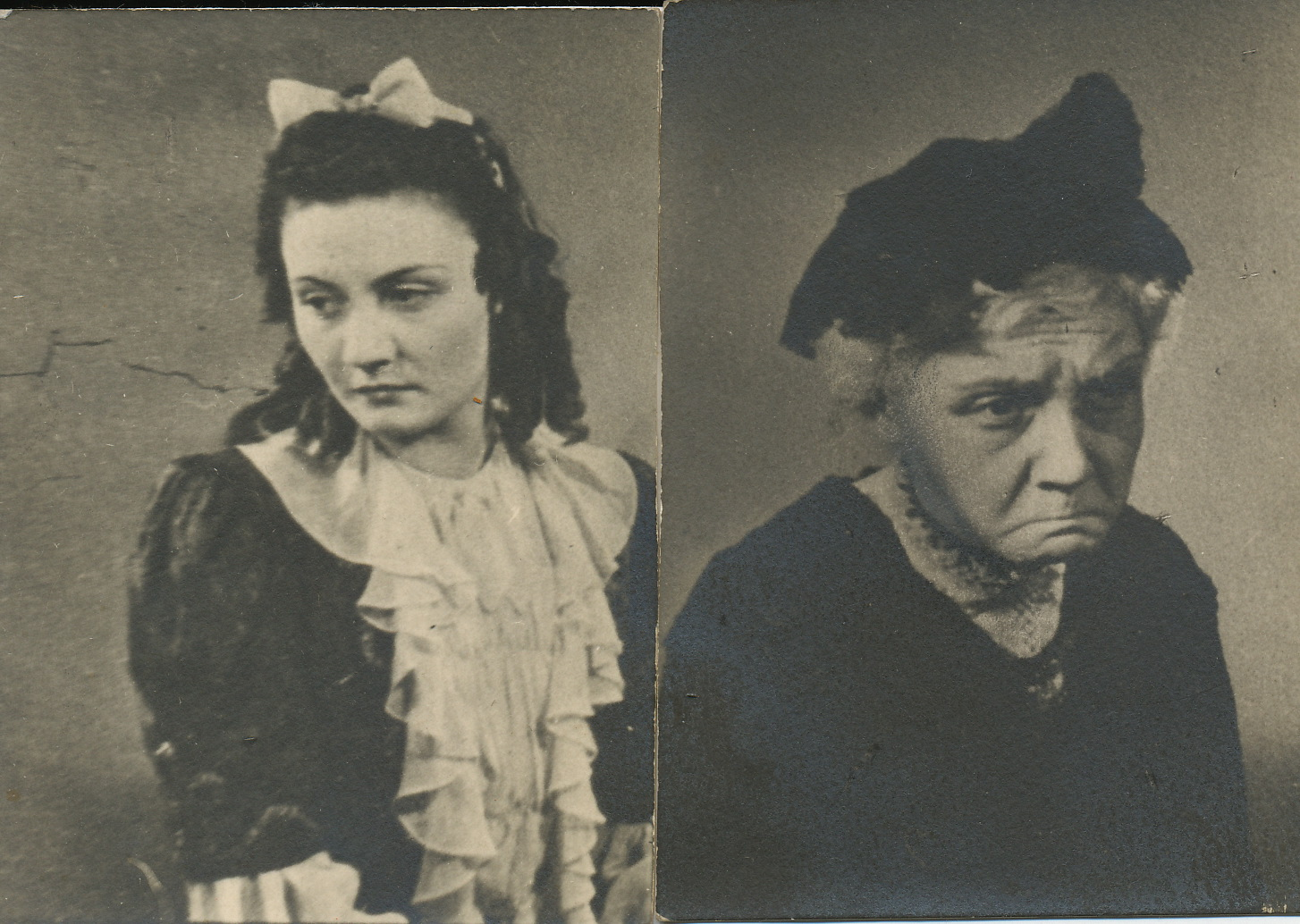
21 éves, amikor eljátssza "A bolond Ásvayné" címszerepét, ekkor kapta a "Tiszántúl Bajor Gizije" nevet.

A Színházi adattárban regisztrált bemutatóinak száma: 1945-58.
|                                                                 | Trieszti gyors                                                                          |
| Anitra                                                          | Henrik Ibsen: Peer Gynt                                                                 |
| Éva                                                             | Madách Imre: Az ember tragédiája                                                        |
| Ásvayné                                                         | Harsányi Zsolt: A bolond Ásvayné                                                        |
| Zina                                                            | Vaszilij Vasziljevics Skvarkin: Az idegen gyermek                                       |
| Berta, [Plummer Caleb] leánya                                   | Charles Dickens-Hevesi Sándor: Házi tündér                                              |
| Symphorosa, [Beatrix] húga                                      | Molnár Ferenc: Hattyú                                                                   |
| Anna Pavlovna, nagyhercegnő                                     | Jacobi Viktor-Bródy Miksa-Martos Ferenc: Sybill                                         |
| Ariel                                                           | William Shakespeare: Vihar                                                              |
| Sybill, a csípős nyelvű                                         | Andre Birabeau: Nem vagyunk ördögök                                                     |
| Essie                                                           | George Kaufman-Moss Hart : Így élni jó                                                  |
| Viola                                                           | Móricz Zsigmond: Légy jó mindhalálig                                                    |
| Titánia, tündérkirálynő                                         | William Shakespeare: Szentivánéji álom                                                  |
| Sybil Königsmark bárónő                                         | Bíró Lajos: Kis Katalin                                                                 |
| Mária, doktorkisasszony                                         | Bónyi Adorján-Tabi László: Csipetnyi bors                                               |
| Camilla kisasszony                                              | Szigligeti Ede: Liliomfi                                                                |
| Sári (szerepkettőzés)                                           | Gárdonyi Géza: Annuska                                                                  |
| Robinson Violet, [Octavius] húga                                | George Bernard Shaw: Tanner John házassága                                              |
| Zina                                                            | Vaszilij Vasziljevics Skvarkin: Az idegen gyermek                                       |
| Honey, szobalány James \|Gow-Arnaud D'Usseau: Mélyek a gyökerek |                                                                                         |
| Natália Dimitrijevna Goricsev, fiatal hölgy                     | Alekszandr Szergejevics Gribojedov: Az ész bajjal jár                                   |
| Bobsy                                                           | George Bernard Shaw: Blanco Posnet színvallása                                          |
| Malka                                                           | Déry Tibor: Tükör                                                                       |
| Zizi                                                            | Finom család                                                                            |
|                                                                 | A gellérthegyi kaland                                                                   |
| Gilkerija [Zsuljev] lánya (szerepkettőzés)                      | Nyikolaj Alfredovics Adujev: Dohányon vett kapitány                                     |
|                                                                 | Tizenötéves találkozó                                                                   |
| Agafja Tyihonovna                                               | Nyikolaj Vasziljevics Gogol: Leánynéző                                                  |
| Mária                                                           | Mihail Davidoglu: Bányászok                                                             |
| Melinda                                                         | Katona József: Bánk bán                                                                 |
| Diana (szerepkettőzés)                                          | Lope de Vega: A kertész kutyája                                                         |
| Hatóné, [Ható Ignác] felesége                                   | Urbán Ernő: Tűzkeresztség                                                               |
| Mildred (szerepkettőzés)                                        | Howard Fast: Harminc ezüstpénz                                                          |
| Emilia                                                          | William Shakespeare: Othello                                                            |
| Anna, [a polgármester] felesége                                 | Nyikolaj Vasziljevics Gogol: A revizor                                                  |
| Dada                                                            | William Shakespeare: Romeo és Júlia                                                     |
| Maria Teraszovna                                                | Alekszandr Jevdokimovics Kornyejcsuk: A nagy műtét                                      |
| Antónia néni                                                    | Sólyom László: Holnapra kiderül                                                         |
| Lady Milford (szerepkettőzés)                                   | Friedrich Schiller: Ármány és szerelem                                                  |
| Betörő menyasszonya                                             | Karinthy Frigyes: A nagy ékszerész                                                      |
| Thusnelda                                                       | Szigligeti Ede-Tabi László-Vincze Ottó: Párizsi vendég                                  |
| Vaszilisza                                                      | Makszim Gorkij: Éjjeli menedékhely                                                      |
| Mina néni                                                       | Móricz Zsigmond: Nem élhetek muzsikaszó nélkül                                          |
| Szegi Annus                                                     | Nyíri Tibor: Húsosfazék                                                                 |
| Annie                                                           | Molnár Ferenc: Játék a kastélyban                                                       |
| Karnyóné                                                        | Csokonai Vitéz Mihály: Az özvegy Karnyóné 's az két szeleburdiak'                       |
| Mastropaolo Leonora                                             | Gian Paolo Callegari: Megperzselt lányok                                                |
| Csobánczyné, szépasszony                                        | Mészöly Dezső: Éva lánya                                                                |
| Madame Crenet                                                   | Méliusz József: Hamiskártyások                                                          |
| Szakácsné                                                       | Bródy Sándor: A dada                                                                    |
| Péter édesanyja                                                 | Pavel Kohout: Ilyen nagy szerelem                                                       |
| Barbara                                                         | Peter Bejach: A lehetetlen nő                                                           |
|                                                                 | Amerikából jöttem                                                                       |
| Elmira                                                          | Molière: Tartuffe                                                                       |
| Lady Macbeth                                                    | William Shakespeare: Macbeth                                                            |
| Elli, [Dr. Baranyai] felesége                                   | Tabi László: Különleges világnap                                                        |
| Philaminte                                                      | Molière, Jean-Baptista Poquelin: Tudós nők                                              |
| Egy duenna                                                      | Victor Hugo: Királyasszony lovagja (Ruy Blas)                                           |
| Elli [Baranyai] felesége                                        | Tabi László: Esküvő                                                                     |
| Anasztázia, [Averin] felesége                                   | Viktor Szergejevics Rozov: Felnőnek a gyerekek                                          |
| Blanka                                                          | Pálfalvi Nándor: A francia                                                              |
| Sybil, [Arthur Birling] felesége                                | John Boynton Priestley: Váratlan vendég                                                 |
| Mama                                                            | Kertész Imre: Csacsifogat                                                               |
| Csuriné, vén boszorka                                           | Tersánszky Józsi Jenő: Kakuk Marci                                                      |
| A grófné, Natasa anyja                                          | Lev Nyikolajevics Tolsztoj-Erwin Neumann Piscator-Guntram Alfred Prüfer: Háború és béke |
| Anyós                                                           | Király Dezső: Az igazi                                                                  |
| Sin, özvegyasszony                                              | Bertolt Brecht: Jó embert keresünk                                                      |

## Díjak, kitüntetések
- Jászai Mari-díj (1958)